# Pecluma ptilodon
Pecluma ptilodon är en stensöteväxtart som först beskrevs av Kze., och fick sitt nu gällande namn av Michael Greene Price. Pecluma ptilodon ingår i släktet Pecluma och familjen Polypodiaceae. Inga underarter finns listade.